# Canzone napoletana
La canzone napoletana è l’insieme delle musiche e dei canti popolari originari di Napoli. Il repertorio che va dagli inizi del XIX secolo all'immediato secondo dopoguerra in Italia costituisce la canzone classica napoletana, che incarna uno dei simboli della canzone italiana all’estero.L’interpretazione, costante e reiterata nel tempo, del repertorio classico da parte di numerosi artisti internazionali ha contribuito fortemente alla divulgazione nel mondo della cultura musicale napoletana. 
Fra i protagonisti del genere si annoverano, oltre a Enrico Caruso, che fu tra i primi nel '900 a portarlo all'attenzione dei palcoscenici internazionali, i cantautori Sergio Bruni, Roberto Murolo, Renato Carosone e Pino Daniele, e gli interpreti Mario Abbate, Domenico Modugno, Massimo Ranieri, Peppino di Capri, Nunzio Gallo, Mario Trevi, Aurelio Fierro, Consiglia Licciardi, Teresa De Sio, Fred Bongusto, Mario Merola, Pino Mauro, Beniamino Gigli, Giuseppe Di Stefano, Plácido Domingo, José Carreras, Andrea Bocelli, Claudio Villa, Al Bano, Lucio Dalla, Renato Zero, Nino Taranto, Mina, Nina Simone, Frank Sinatra, Luciano Pavarotti, Renzo Arbore, Nino D'Angelo, Gigi D'Alessio.
Seppur da ritenersi appartenente ai filoni della musica tradizionale e, più specificamente, della musica popolare di tradizione orale, alla canzone napoletana sono riconosciute connessioni alla Musica colta.

## Storia

### Origini
L'origine della canzone napoletana si colloca intorno al XIII secolo: la fondazione dell'Università partenopea, istituita da Federico II di Svevia (1224) nel Regno delle Due Sicilie, e la conseguente diffusione della poesia funsero da stimolo al ricco substrato di tradizioni popolari caratterizzate da canti rituali, invocazioni corali al Sole delle massaie, nenie sulla contraddizione tra le bellezze naturali e le difficoltà oggettive della vita quotidiana.
Nel XV secolo si ebbe un ulteriore sviluppo della canzone, veicolato dalla proclamazione del napoletano come lingua ufficiale del regno: numerosi musicisti, ispirandosi ai cori popolari, iniziarono a comporre farse, frottole e ballate.

### Il XVI secolo e la villanella
Nel Cinquecento la "villanella alla napoletana", forma di narrazione dal timbro ottimistico incentrata sui sentimenti popolari, cominciò a diffondersi in Europa.
È da considerarsi alla base dello sviluppo della canzone napoletana ottocentesca, sia per la sua produzione originariamente popolaresca, ben accolta dalla classe colta, che per il suo carattere scherzoso e l'ampio spettro componentistico che variava dalla polifonia all'accompagnamento strumentale per una sola voce.

### Il XVII e il XVIII secolo
Nel Seicento comparvero i primi ritmi della tarantella, di cui è esempio Michelemmà, forse ispirata ad una canzone di origine siciliana, ma erroneamente attribuita a Salvator Rosa. Ed è nel secolo successivo che si rintraccia un secondo antefatto della canzone napoletana ottocentesca, ovvero la nascita dell'opera buffa napoletana che influenzò il canto e la teatralità delle canzoni. Sono inoltre le arie dell'opera seria a cominciare a rappresentare un giacimento cui attingere per la produzione popolaresca. Intorno al 1768, autori anonimi composero Lo guarracino, divenuta una delle più celebri tarantelle, rielaborata al pari di altre antiche canzoni nel XIX secolo.

### La canzone classica napoletana

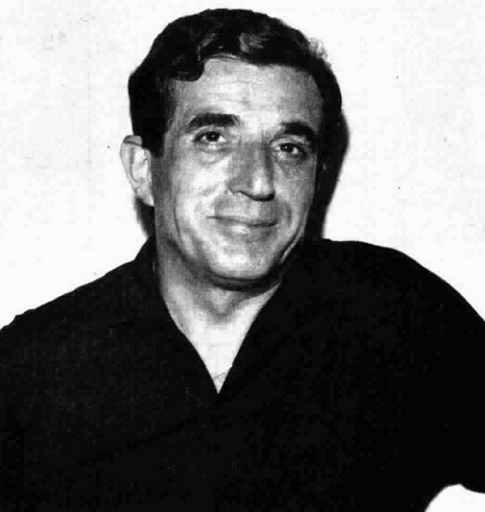
Sergio Bruni

Intorno ai primi dell'Ottocento, l’avvento in città di negozi ed editori musicali contribuì alla propagazione del genere. Guglielmo Cottrau, Bernardo Girard, Calcografia Calì, Fratelli Fabbricatore, Fratelli Clausetti e Francesco Azzolino, tra gli altri, ebbero il merito di recuperare, raccogliere e riproporre, talvolta aggiornandoli, centinaia di brani antichi. Un secondo veicolo di diffusione della canzone fu costituito dai cosiddetti "posteggiatori", musici vagabondi che suonavano canzoni in luoghi al chiuso o davanti alle stazioni della posta e lungo le vie cittadine. Questi erano soliti anche “spacciare” le copielle: fogli contenenti testi e spartiti dei brani parzialmente modificati.
A partire dai primi del Novecento, la canzone napoletana trovò ulteriore diffusione editoriale grazie alla nascita di case editrici: nel 1901 fu fondata, da Francesco Feola, La Canzonetta, a cui collaborarono autori storici come Libero Bovio, Totò, Gigi Pisano e Giuseppe Cioffi.
I temi caratterizzanti continuavano a includere decadentismo, pessimismo e dramma. I maggiori musicisti e poeti napoletani diedero vita a una fitta composizione di canzoni, ponendo le basi per la nascita della canzone classica napoletana.
Nel secondo dopoguerra, con la comparsa sulla scena di Renato Carosone, si riscontrarono le prime contaminazioni tra i ritmi della tarantella e le melodie classiche con strumentazioni tipiche del jazz, risvolto che contribuì considerevolmente all'esportazione negli Stati Uniti d'America della canzone partenopea. Tra i maggiori interpreti del periodo si annovera Aurelio Fierro, vincitore di cinque Festival di Napoli, che raggiunse la fama con 'A pizza, 'A sunnambula e Guaglione. Considerando i rappresentanti della canzone melodica, si riconosce un contributo all’arricchimento del repertorio napoletano a Sergio Bruni, Mario Trevi, Franco Ricci, Mario Abbate, Maria Paris, Mario Merola, Giacomo Rondinella e Nunzio Gallo: brani come Malafemmena, Indifferentemente, Vierno e Luna rossa raggiunsero la notorietà internazionale. Ai maggiori interpreti della canzone napoletana si aggiunse anche il polignanese Domenico Modugno, autore e interprete di Resta cu'mmé, Tu sì 'na cosa grande, Strada 'nfosa e Lazzarella.
Negli stessi decenni si affermarono artisti partenopei, come Massimo Ranieri e Peppino Di Capri, che diedero origine a contaminazioni tra musica napoletana ed italiana, addivenendo rapidamente al successo.

### Gli anni settanta

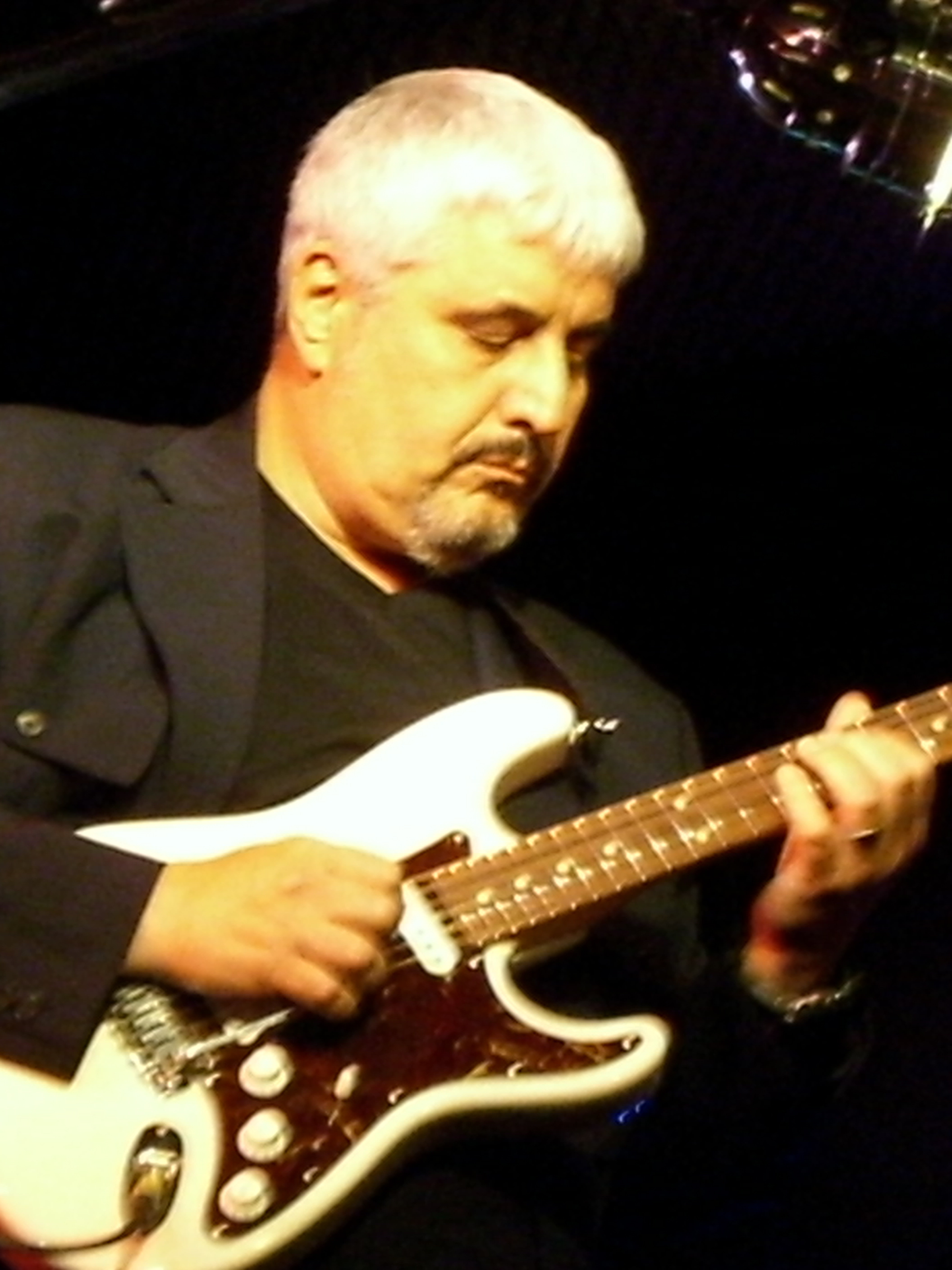
Pino Daniele.

Tramontato il Festival di Napoli e chiusa la stagione del repertorio classico, la canzone napoletana si adeguò alle esigenze del tempo. Furono ripresi ed attualizzati i temi della sceneggiata: Mario Merola, sebbene ancora legato alla canzone tradizionale, fu il principale interprete della nuova tendenza, seguito da Pino Mauro, Mario Trevi e Mario Da Vinci.
Parallelamente a questo fenomeno, Bruno Venturini rilesse in chiave lirica i più famosi brani del repertorio classico, dando vita a una significativa opera antologica, comprensiva di brani prodotti tra il XV e il XX secolo, nella continuità del bel canto italiano, che ebbe nel tenore Enrico Caruso la sua massima espressione vocale. Il fermento musicale di quell'epoca fu avvertito anche da autori emergenti, tra cui Edoardo ed Eugenio Bennato, Eduardo De Crescenzo, Alan Sorrenti, Enzo Gragnaniello e Pino Daniele che imprimeranno una nuova impronta alla musica partenopea, introducendo musicalità nuove. Proprio Daniele scrisse alcune delle più note canzoni napoletane della seconda metà del secolo: Napule è, Terra mia, Je so' pazzo e Na tazzulella 'e cafè.
Nello stesso decennio si affermarono Il giardino dei semplici, gli Osanna, che percorsero la strada del rock progressivo, Enzo Avitabile, James Senese e i Napoli Centrale, che produssero un'interessante fusione tra generi.

### Gli anni ottanta
La sceneggiata napoletana che Mario Merola, favorito dalle produzioni cinematografiche, aveva riproposto negli anni Settanta, fu progressivamente sostituita, nel decennio seguente, da un nuovo genere musicale in cui si possono collocare artisti come Patrizio, Gigi Finizio e Nino D'Angelo, poi Carmelo Zappulla, Mauro Nardi e Franco Moreno, e che venne definito neomelodico. D'Angelo ottenne particolare popolarità in Italia e all'estero, dove si esibì presso prestigiosi palcoscenici: Olympia di Parigi, Madison Square Garden di New York e Wembley. Negli anni seguenti nuova linfa al genere sarà fornita da Franco Staco e Natale Galletta.
Nel 1986, Lucio Dalla scrisse in lingua napoletana una delle canzoni più note del suo repertorio, nonché una delle più vendute e reinterpretate della musica italiana, Caruso.

### Gli anni novanta

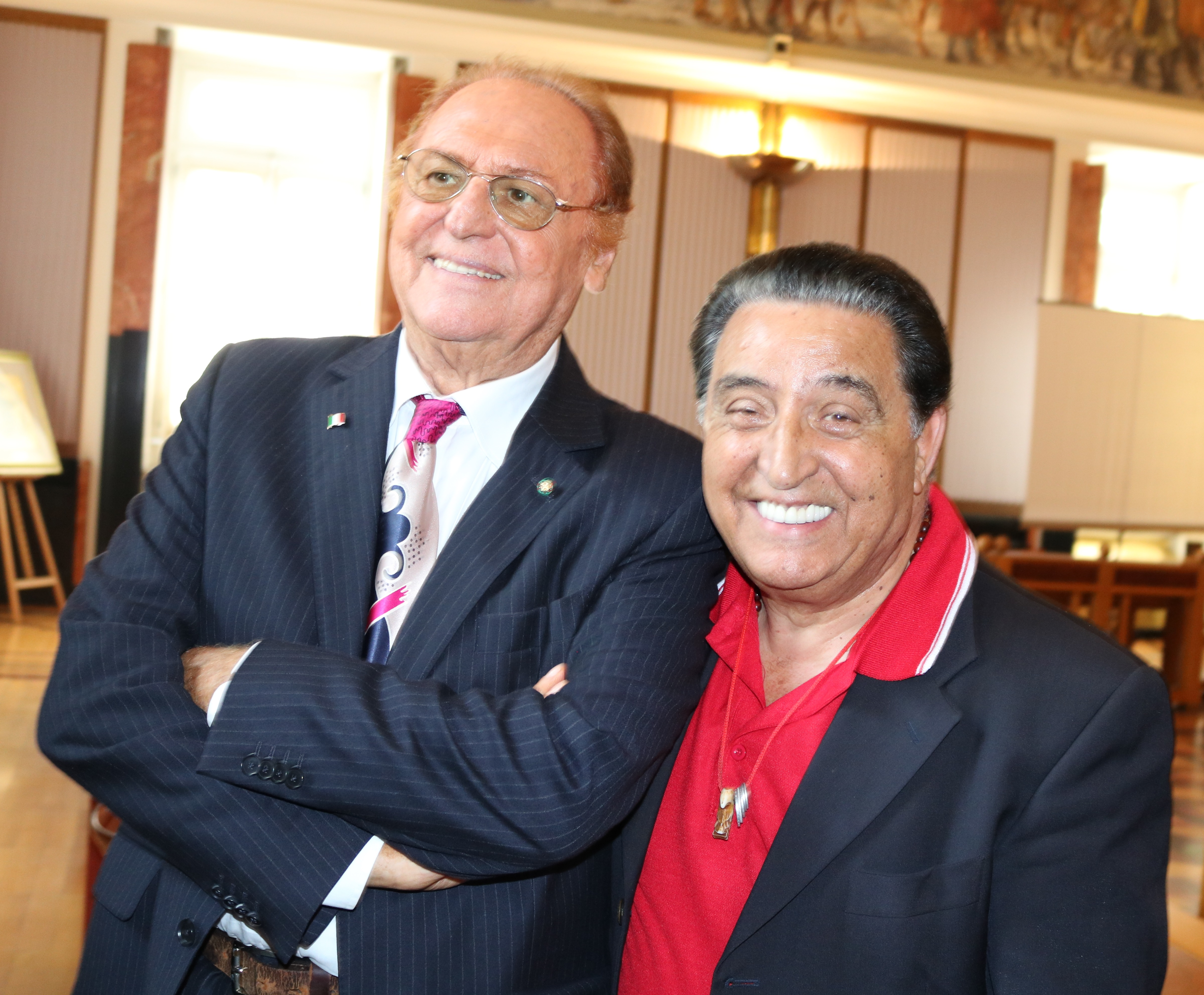
Renzo Arbore e Mario Trevi

Nino D'Angelo scrisse negli anni novanta brani di tematica sociale, abbandonando il genere romantico che ne aveva caratterizzato la giovinezza.
Contemporaneamente si affermarono gruppi come gli Almamegretta, i Bisca, i 99 Posse e i 24 Grana, che proposero testi dal contenuto politico e rinnovarono la canzone napoletana mediante una commistione di musica elettronica, reggae e hip hop. È il decennio in cui emersero le prime formazioni rap, tra cui La Famiglia e i 13 Bastardi, che sdoganarono la lingua napoletana nel genere.
In questi stessi anni, prima Consiglia Licciardi con Roberto Murolo, poi Renzo Arbore con L'Orchestra Italiana, riportarono anche in auge la canzone classica partenopea. Renzo Arbore, in particolare, rilesse brani classici in chiave moderna, ottenendo riscontro a livello internazionale.
Al 1992 risale la composizione del brano Cu' mme, scritto da Enzo Gragnaniello e cantato dallo stesso autore con Roberto Murolo e Mia Martini.

### XXI secolo

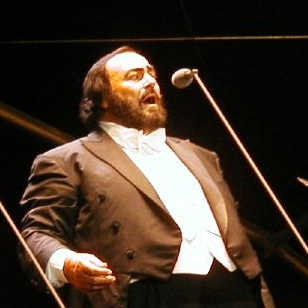
Luciano Pavarotti

I primi anni Duemila videro la sopravvivenza del genere neomelodico, di cui è noto esponente Gigi D'Alessio, sostenuto da artisti legati a un pubblico prevalentemente locale. Nel secondo decennio del secolo, alcuni cantanti neomelodici suscitarono polemiche e indignazione per aver glorificato la mafia e la camorra.
Il repertorio classico della canzone napoletana, riconducibile al periodo tra l'Ottocento e la prima metà del Novecento, ha mantenuto stabile la sua rilevanza sullo scenario musicale internazionale grazie alle interpretazioni eseguite da celebri tenori del XX secolo, come Luciano Pavarotti, José Carreras, Plácido Domingo e Andrea Bocelli, i quali hanno sovente tenuto concerti ed esibizioni rimembranti le antiche e tradizionali canzoni partenopee. Il repertorio tradizionale è portato avanti anche dagli ultimi protagonisti della canzone napoletana degli anni '50 e '60, come Mario Trevi, Mirna Doris, Pino Mauro e Angela Luce.
Non mancano artisti che, nel solco della tradizione classica, innovano la musica napoletana con composizioni interamente originali, tenendosi lontani dallo stile neomelodico. In tal senso è da citare il musical C'era una volta...Scugnizzi, il cantautore Sal Da Vinci e la Nuova Compagnia di Canto Popolare, oltre ai citati Almamegretta.
Sebbene distanti dalla tradizione musicale partenopea, nel secondo decennio del secolo sono infine emersi artisti affermatisi nel genere rap, come Clementino, i Co'Sang e Geolier e il cantautore Liberato.

## Strumenti
Gli strumenti classici della canzone napoletana sono:
- Mandolino;
- Chitarra;
- Colascione, una sorta di antesignano del moderno basso;
- Triccheballacche, uno strumento a percussione in legno e piattini in alluminio.

A questi si aggiungono la tammorra (tamburo a cornice) e il tamburello, la caccavella o putipù, le castagnelle (nacchere) ed altri strumenti come il pianoforte.

## Produzione discografica

### La Canzonetta
Fondata nel 1901 da Francesco Feola, La Canzonetta ha curato la pubblicazione e la diffusione di canzoni di autori come Libero Bovio, Gigi Pisano, Giuseppe Cioffi e Totò. Tra le canzoni del catalogo, si citano citare Malafemmena, Munasterio 'e Santachiara, 'A tazza 'e café, Ciccio Formaggio, Indifferentemente e Reginella.

### Bideri
La Bideri è una casa editrice storica. Ha avuto un ruolo importante nella storia della canzone napoletana e conserva buona parte dei ricordi e del materiale originale storico: dischi, partiture, cupielle, manoscritti autentici che recano testi di canzoni. La casa editrice fu fondata nel 1876 dal barone Ferdinando Bideri: il nonno, Giovanni Emanuele, aveva già avuto esperienze come editore musicale all'inizio del XIX secolo, stampando un libro e due libretti d'opera.

### Etichette discografiche
- Phonotype
- Zeus
- Fans
- KappaO
- Bella Record